# Dassault Mirage III

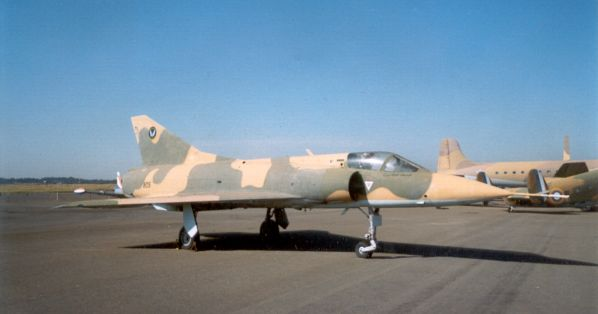
Zuid-Afrikaanse IIIE

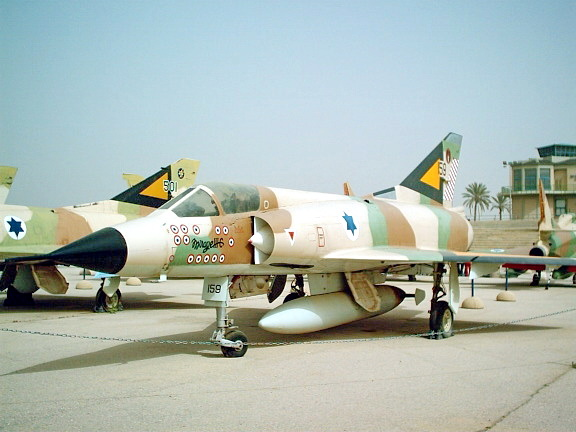
Nesher

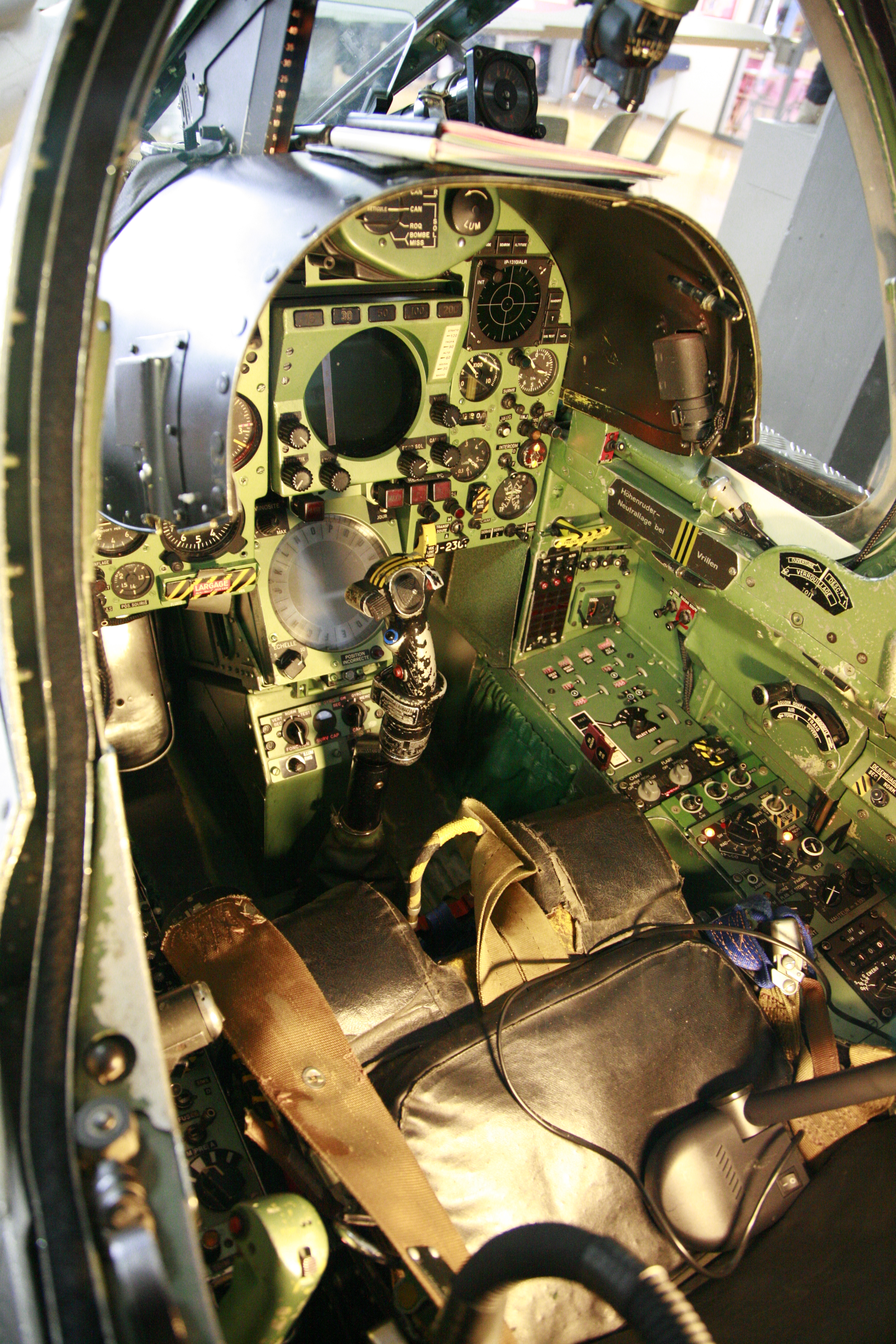
De cockpit van een Mirage IIIC simulator

De Dassault Mirage III is een supersonisch jachtvliegtuig dat in de jaren 50 van de 20e eeuw werd ontworpen door Avions Marcel Dassault. Zowel het ontwerp als de fabricage vonden geheel in Frankrijk plaats.
Het toestel had een betrouwbare reputatie en deed niet alleen jarenlang dienst bij de Armée de l’Air (ALA), maar is in de loop van de tijd ook op de buitenlandse markt in grote aantallen verkocht aan diverse luchtmachten over de gehele wereld zoals.
Abu Dhabi, Argentinië, Australië, België, Brazilië, Chili, Colombia, Egypte, Gabon, Israël, Libanon, Libië, Pakistan, Peru, Spanje, Venezuela, Zaïre, Zuid-Afrika en Zwitserland.
De in Chili geassembleerde toestellen werden geproduceerd onder de naam ENAER Pantera; de in België geassembleerde toestellen heetten SABCA Elkan en de in Zuid-Afrika geassembleerde toestellen heetten DENEL Cheetah.
De Mirage III is bij de ALA operationeel geweest van 1961 – 1995 en is nog bij diverse luchtmachten operationeel.

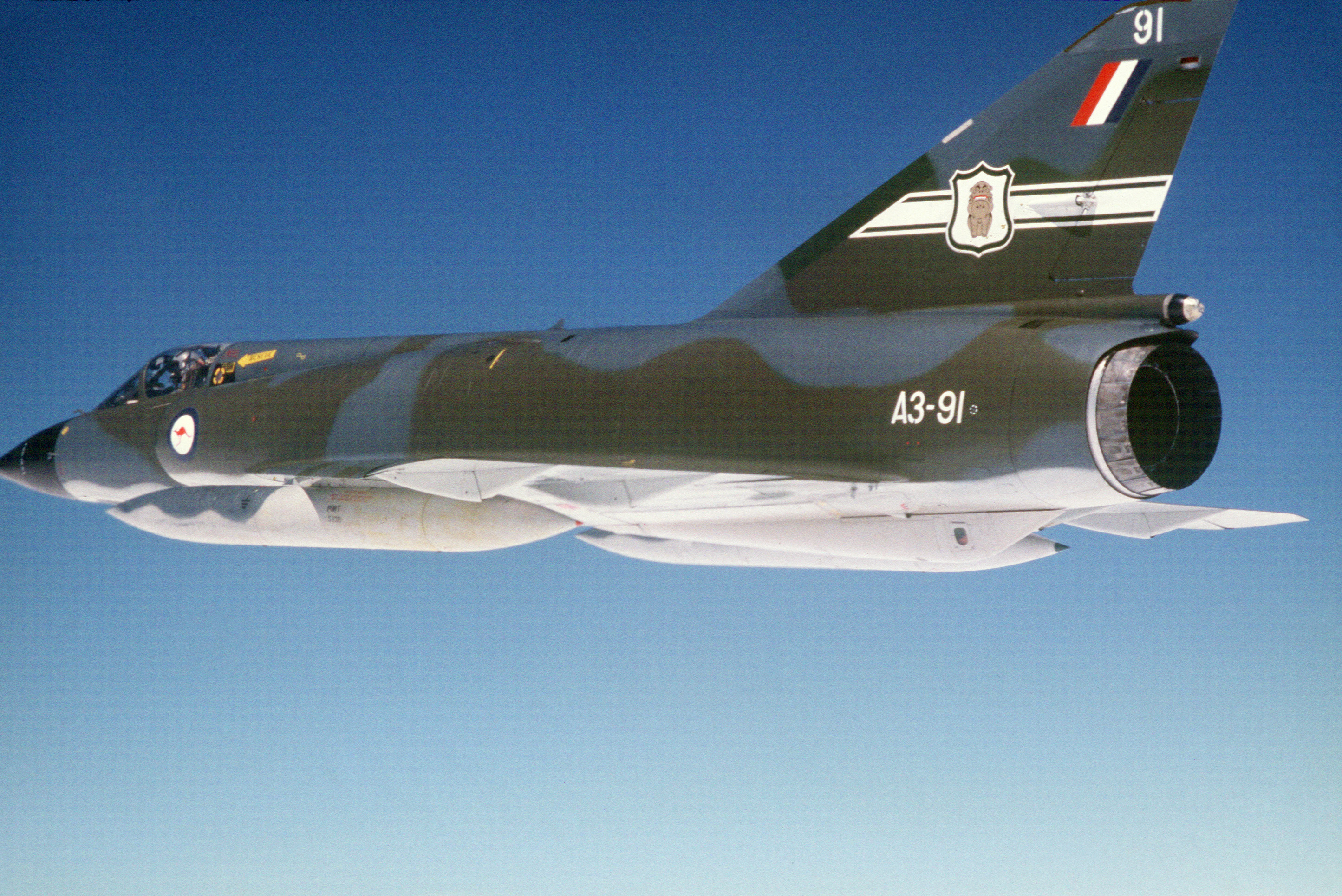
Australische Mirage IIIE

## Geschiedenis
De Dassault Mirage III werd in 1953 ontwikkeld naar aanleiding van de Franse behoefte aan een moderne ‘all weather’ onderscheppingsjager.
Hierop werden door de Franse vliegtuigontwerper Marcel Dassault de prototypes Mirage I en II ontwikkeld; de toestellen vlogen voor het eerst in juli 1955. Beide toestellen zagen er zeer snel uit door het tot die tijd zeer ongebruikelijke ontwerp met een grote deltavleugel en het ontbreken van alle horizontale staartvlakken.
Na diverse aanpassingen werd de Mirage III uitgebracht die in november 1956 zijn eerste vlucht maakte. Het succes leidde tot de productie van tien Mirage IIIA’s om te testen en te evalueren door de Franse ALA.
De Mirage IIIB was de tweezitstrainerversie waarvan in 1959 63 stuks door de ALA werden besteld. Het toestel had een dubbele achter elkaar geplaatste cockpit en was niet voorzien van radar en bewapening. Er werden vijf toestellen in Mirage IIIB-2RV-configuratie geleverd; dit was een trainer met dummy inflight-refuelingbuis voor het opleiden van vliegers die waren bestemd voor de Dassault Mirage IV.
De Mirage IIIC werd in een eerste productielijn van 95 stuks gebouwd en was de eerste operationele versie die vanaf 1961 bij de ALA als luchtverdedigingsjager in gebruik werd genomen. Het toestel was standaard voorzien van twee DEFA 30mm-kanonnen en vijf hardpoints waardoor diverse bommen en raketbewapening meegevoerd kon worden.
De Mirage IIIE vloog voor het eerst in april 1961 en was de multirole aanvalsversie van de oorspronkelijke onderscheppingsjager. Het toestel was op diverse punten verbeterd, kon meer interne brandstof bevatten, had een Thomson CSF Cyrano twinmode lucht/grond-radar en een radardetectieontvanger. De eerste van de 192 door de ALA bestelde toestellen van dit type werden in 1964 operationeel. Van de IIIE-versie werden totaal 763 toestellen gebouwd voor export naar andere landen.
De Mirage IIIR was de fotoverkennerversie die in een productielijn van vijftig stuks voor de ALA werd gemaakt. Het toestel was gebaseerd op het IIIE-airframe en IIIC-avionica. Het toestel was niet uitgerust met radar en bewapening maar had een aangepaste neus met vijf Omera-camera’s. In een later stadium werden 20 van deze toestellen als Mirage IIIRD’s op de IIIE-standaard gebracht.
De Mirage 5 was een speciaal project voor de Israëlische luchtmacht; het was eigenlijk een Mirage IIIE die was gewijzigd naar Israëlische luchtmachtspecificaties en met een iets langere neus. Dit toestel mocht destijds vanwege de toen heersende internationale situatie echter niet worden afgeleverd, hoewel de bestelling wel reeds door Israël was betaald. Om verliezen te compenseren had Israël in 1966 vijftig toestellen besteld en betaald van een vereenvoudigde versie, de Dassault Mirage 5. Een Frans wapenembargo, als straf voor het opblazen van dertien passagiersvliegtuigen op de luchthaven van Beiroet, voorkwam daarvan de officiële levering. Onder sterke Amerikaanse druk echter werden in het geheim van 1971 af alsnog vijftig exemplaren in kratten naar Israël verscheept en onder Amerikaanse leiding aldaar geassembleerd. Het verrassende verschijnen van dit type in het Israëlische luchtruim werd verklaard met het verhaal dat men door spionage de blauwdrukken had verworven en een eigen productielijn had opgezet. In mei 1971 was het eerste exemplaar klaar van wat eerst de Raam genoemd werd en daarna de Nesher. In oktober 1973 was er een veertigtal van beschikbaar.
Vervolgens werden nog twee Israëlische typen uitgebracht:
de IAI KFIR; de verbeterde Nesher met een sterke General Electric J79 motor met naverbrander en de IAI KFIR C2 met verbeterde elektronica.
Wereldwijd zijn circa 1500 Mirages gebouwd.

## Inzet
Door de jaren heen heeft de Mirage III zich meerdere keren bewezen in acties.
Israëlische Mirage IIIC’s behaalden in 1967 grote successen tijdens de Zesdaagse Oorlog en vernietigden diverse Syrische, Egyptische en Jordaanse toestellen.
Argentijnse Mirage IIIC’s werden met wisselend succes tegen lucht- en gronddoelen ingezet tijdens de Falklandoorlog.